# Bernaus
Bernaus je priimek več oseb:    
- Agustín José Bernaus y Serra, apostolski vikar
- Marc Bernaus, andorski nogometaš